# Regelmatige vijfhoek
Een regelmatige vijfhoek is een regelmatige veelhoek en een vijfhoek, ofwel een meetkundige figuur met vijf gelijke hoeken en vijf gelijke zijden. Een vijfhoek of pentagoon (Oudgrieks, van πεντάγωνον, spreek uit pentágoonon, πέντε, pente, vijf en γωνία, gōnia, hoek) in het algemeen is een figuur met vijf hoeken en vijf zijden. De hoeken van een regelmatige vijfhoek zijn elk 180° − 360°/5 = 108°.

## Dodecaëder en pentagram
De dodecaëder is een regelmatig veelvlak, dus een driedimensionale figuur, met 12 zijvlakken. Deze zijvlakken zijn 12 congruente regelmatige vijfhoeken.
Een pentagram is een gelijkmatige vijfpuntige ster, het is een sterveelhoek. De hoekpunten van een pentagram zijn ook de hoekpunten van een regelmatige vijfhoek, maar bij het verbinden van de hoekpunten moet steeds een hoekpunt worden overgeslagen.

## Constructie van de regelmatige vijfhoek

Constructie van een regelmatige vijfhoek met passer en liniaal

Een manier om een regelmatige vijfhoek te construeren met passer en liniaal werd al gegeven door Euclides. Het kan op verschillende manieren, bijvoorbeeld:
Eerst een assenkruis:
- x-as: Teken een horizontale lijn. Dat wordt de horizontale as.
- y-as: Teken twee cirkels met dezelfde straal met het middelpunt op deze lijn, die met elkaar twee snijpunten hebben. De lijn door deze twee snijpunten wordt de verticale as. Het snijpunt O van beide assen is te vergelijken met de oorsprong in een Cartesisch coördinatenstelsel.

Nu de regelmatige vijfhoek:
- Teken een cirkel met het middelpunt in O, waarop de hoekpunten AEGHF van de vijfhoek moeten komen te liggen. In de figuur is deze eerste cirkel groen. Een snijpunt van de verticale as en de groene cirkel is punt A.
- Een van de snijpunten van de groene cirkel met de horizontale as is punt B.
- Bepaal op de bekende manier het midden C tussen O en B.
- Zet nu de passerpunt op punt C, en de potloodpunt op A. Teken een deel van de cirkel, in de figuur rood onderbroken, tot het snijpunt met de horizontale as. Dit is punt D. D ligt aan de andere kant van de oorsprong O dan C.
- Zet de passerpunt in A, trek nu een cirkel door D. Deze cirkel, in de figuur blauw onderbroken, heeft twee snijpunten met de eerste groene cirkel. Dit zijn de punten E en F, de eerste twee gevonden hoekpunten van de regelmatige vijfhoek.
- Zet nu zonder de passer te veranderen de passerpunt in E en trek een cirkel, het snijpunt met de eerste groene cirkel is punt G.
- Zet nu zonder de passer te veranderen de passerpunt in F en trek een cirkel, het snijpunt met de eerste groene cirkel is punt H.
- Zet nu ter controle de passerpunt zonder de passer te veranderen in punt G, de cirkel moet nu door punt H lopen.
- Het door rechte lijnstukken verbinden van de vijf punten AEGHF resulteert in een regelmatige vijfhoek.

## Formules
Voor een regelmatige vijfhoek met zijde {\displaystyle z} is:
- de straal van de omgeschreven cirkel {\displaystyle R={\frac {z}{\sqrt {\frac {5-\surd {5}}{2}}}}\approx 0{,}85\,z}
- de omtrek {\displaystyle O=5z}
- de oppervlakte {\displaystyle A={\tfrac {5}{4}}{\sqrt {\frac {3+\surd 5}{5-\surd 5}}}\,z^{2}={\frac {5}{4}}\tan(54)\,z^{2}\approx 1{,}72\,z^{2}}
- de hoogte {\displaystyle H={\tfrac {1}{2}}{\sqrt {5+2\surd {5}}}\ z\approx 1{,}54\,z}

De verhouding tussen de lengte van een diagonaal en die van een zijde is gelijk aan het gulden getal.

## Voorbeeld
Het Pentagon, het Amerikaanse ministerie van Defensie, is gebouwd in de vorm van een regelmatige vijfhoek.